# Diocesi di Shendam
La diocesi di Shendam (in latino: Dioecesis Shendamensis) è una sede della Chiesa cattolica in Nigeria suffraganea dell'arcidiocesi di Jos. Nel 2022 contava 219.330 battezzati su 1.642.923 abitanti. È retta dal vescovo Philip Davou Dung.

## Territorio
La diocesi è situata nello stato nigeriano di Plateau, nella parte centro-orientale del paese. Essa comprende le Local Government Areas di Shendam, Langtang North, Langtang South, Mikang, Wase e Qua'an Pan.
Sede vescovile è la città di Shendam, dove si trova la cattedrale del Sacro Cuore di Gesù.
Il territorio si estende su 11.644 km² ed è suddiviso in 33 parrocchie.

## Storia
La diocesi è stata eretta il 2 giugno 2007 con la bolla Nuper est petitum di papa Benedetto XVI, ricavandone il territorio dall'arcidiocesi di Jos.
Il 18 marzo 2014 ha ceduto una porzione del suo territorio a vantaggio dell'erezione della diocesi di Pankshin.

## Cronotassi dei vescovi
Si omettono i periodi di sede vacante non superiori ai 2 anni o non storicamente accertati.
- James Naaman Daman, O.S.A † (2 giugno 2007 - 12 gennaio 2015 deceduto)
- Philip Davou Dung, dal 5 novembre 2016

## Statistiche
La diocesi nel 2022 su una popolazione di 1.642.923 persone contava 219.330 battezzati, corrispondenti al 13,3% del totale.
| anno | popolazione | popolazione | popolazione | presbiteri | presbiteri | presbiteri | presbiteri                | diaconi | religiosi | religiosi | parrocchie |
| anno | battezzati  | totale      | %           | numero     | secolari   | regolari   | battezzati per presbitero | diaconi | uomini    | donne     | parrocchie |
| ---- | ----------- | ----------- | ----------- | ---------- | ---------- | ---------- | ------------------------- | ------- | --------- | --------- | ---------- |
| 2007 | 149.051     | 980.810     | 15,2        | 36         | 30         | 6          | 4.140                     |         |           | 7         | 17         |
| 2010 | 165.237     | 994.000     | 16,6        | 30         | 29         | 1          | 5.507                     |         | 1         | 8         | 23         |
| 2014 | 173.307     | 1.000.000   | 17,3        | 32         | 32         |            | 5.416                     |         | 3         | 8         | 28         |
| 2017 | 192.770     | 1.262.170   | 15,3        | 38         | 35         | 3          | 5.072                     |         | 3         | 11        | 28         |
| 2020 | 210.124     | 1.579.734   | 13,3        | 47         | 45         | 2          | 4.470                     |         | 2         | 16        | 31         |
| 2022 | 219.330     | 1.642.923   | 13,3        | 52         | 50         | 2          | 4.217                     |         | 2         | 19        | 33         |